# Siglo XIX a. C.
El siglo XIX a. C. comenzó el 1 de enero de 1900 a. C. y terminó el 31 de diciembre de 1801 a. C.

## Acontecimientos

### Demografía
- En el valle del río Indosi (Pakistán), aparecen las primeras aglomeraciones urbanas (cultura de Harappa), que se pueblan rápidamente. Realizan edificaciones de ladrillo e instalaciones de canalización.
- 1890 a. C.: en el mar Egeo, 35 km al noreste de Heraclión (capital de Creta) sucede un terremoto. Se desconoce el número de muertos. Ver Terremotos anteriores al siglo XX.[1]
- 1831 a. C.: en Shandong (China) ocurre un terremoto. Muere un número indeterminado de miles de personas.

### Ciencia y tecnología
- 1900 a. C.: El más antiguo puente de piedra conocido se construye en Cnosos, basado en los antiguos arcos de ménsula.[2]
- Años 1900 a. C.: los habitantes de Hattusa aprenden a fundir hierro.
- En Egipto, bajo el reinado de Amenemhat III, se realizan obras para regular las aguas del lago Moeris.

### Guerras y política
- 1900 a. C.: 
  - Babilonia, una de las ciudades más destacadas de la Antigüedad mesopotámica, comienza a adquirir importancia.[2]
  - Expansión de Mesoasiria.
- 1894 a. C.: la ciudad de Babilonia forma un estado.
- 1878 a. C.: en Egipto, empieza la máxima expansión del Imperio Medio con Sesostris III en el trono, perteneciente a la XI dinastía.
- 1841 a. C.: termina la máxima expansión del Egipto antiguo con la muerte de Sesostris III.
- 1812 a. C.: en Babilonia inicia el reinado de Sîn-Muballit, quinto rey de la primera dinastía de Babilonia.

### Comercio
- La influencia egipcia llega hasta la Baja Nubia, se abren rutas comerciales hacia Sinaí, Creta y Biblos.

### Cultura
- En Hawara (Egipto) se construye la pirámide y el templo funerario.
- En la escultura egipcia se desarrolla el Nuevo Realismo, con obras como El jugador de dados, y las estatuas de Sesostris III, Amenemhat III y las esfinges reales.
- Literatura egipcia: Enseñanzas del rey Amenemhat e Historia de Sinué.
- La cultura de Los Millares es sustituida por la de El Argar.